# 751
751(칠백오십일)은 750보다 크고 752보다 작은 자연수다.

## 수학
- 133번째 소수(素數)다. 앞의 소수는 743, 다음 소수는 757이다.
  - 베르누이 수의 분자 {\displaystyle B_{290}}을 나눌 수 있는 비정규 소수다.
- {\displaystyle 72^{3}-1}은 751로 나누어떨어진다.

## 과학
- NGC 751(영어판): 삼각형자리 방향에 있는 타원은하.

## 교통

### 철도
- 서울 지하철 7호선 까치울역의 역번호.

### 도로
- 751번 지방도: 전북특별자치도 남원시 아영면에서 장수군 산서면까지 이어지는 대한민국의 지방도.
- 현도 제751호선

## 군사
- 751 비행대대(영어판): 포르투갈 공군의 비행대대.
- 751 해군 항공대(영어판): 과거 존재한 영국의 해군 항공대.
- U-751(영어판, 독일어판): 제2차 세계 대전에 사용된 나치 독일의 군용 잠수함.

## 문화유산
- 대한민국의 보물 제751호: 감지은니대방광불화엄경 정원본 권34

## 기타
- 연도: 751년, 기원전 751년